# Lynn Woolsey
Pour les articles homonymes, voir Woolsey.
Lynn  Woosley,  est une femme politique américaine, membre du Parti démocrate.

## Biographie
Lynn Woosley est née le 3 novembre 1937 à Seattle, diplômée de l'université de Washington.
Elle est élue à la Chambre des représentants des États-Unis des 104e à 112e cessions, représentante d'un district de Californie, a été maire de Petaluma.